# Smittipora solida
Smittipora solida är en mossdjursart som först beskrevs av Nordgaard 1907.  Smittipora solida ingår i släktet Smittipora och familjen Onychocellidae. Inga underarter finns listade i Catalogue of Life.